# Abbaye d'Egmond
L'Abbaye d'Egmond ou Abbaye Saint-Adalbert (en néerlandais: Abdij van Egmond ou Sint-Adelbertabdij) est un monastère bénédictin, situé à Egmond-Binnen, dans la commune de Bergen, dans la province néerlandaise de Hollande-Septentrionale.

## Historique
L'établissement fut fondé en 975 par Thierry II de Frise occidentale, qui à cette occasion fit don d'un évangéliaire enluminé. L'abbaye d'Egmond est le plus ancien monastère des Pays-Bas, et de nombreux comtes de Hollande y furent enterrés. L'abbaye fut détruite en 1573, pendant la guerre d'indépendance (guerre de Quatre-Vingts Ans) contre les Espagnols, par les "Gueux" calvinistes. L'abbaye bénédictine fut rétablie en 1935, au sein du diocèse de Haarlem. Elle est dédiée à Adalbert d'Egmond, dont des reliques se trouvaient déjà dans l'ancienne abbaye médiévale. En 1984, les reliques ont été restituées, ayant été conservées à Haarlem depuis la destruction de l'abbaye en 1573; elles furent enchâssées sous l'autel de l'église abbatiale à Egmond.

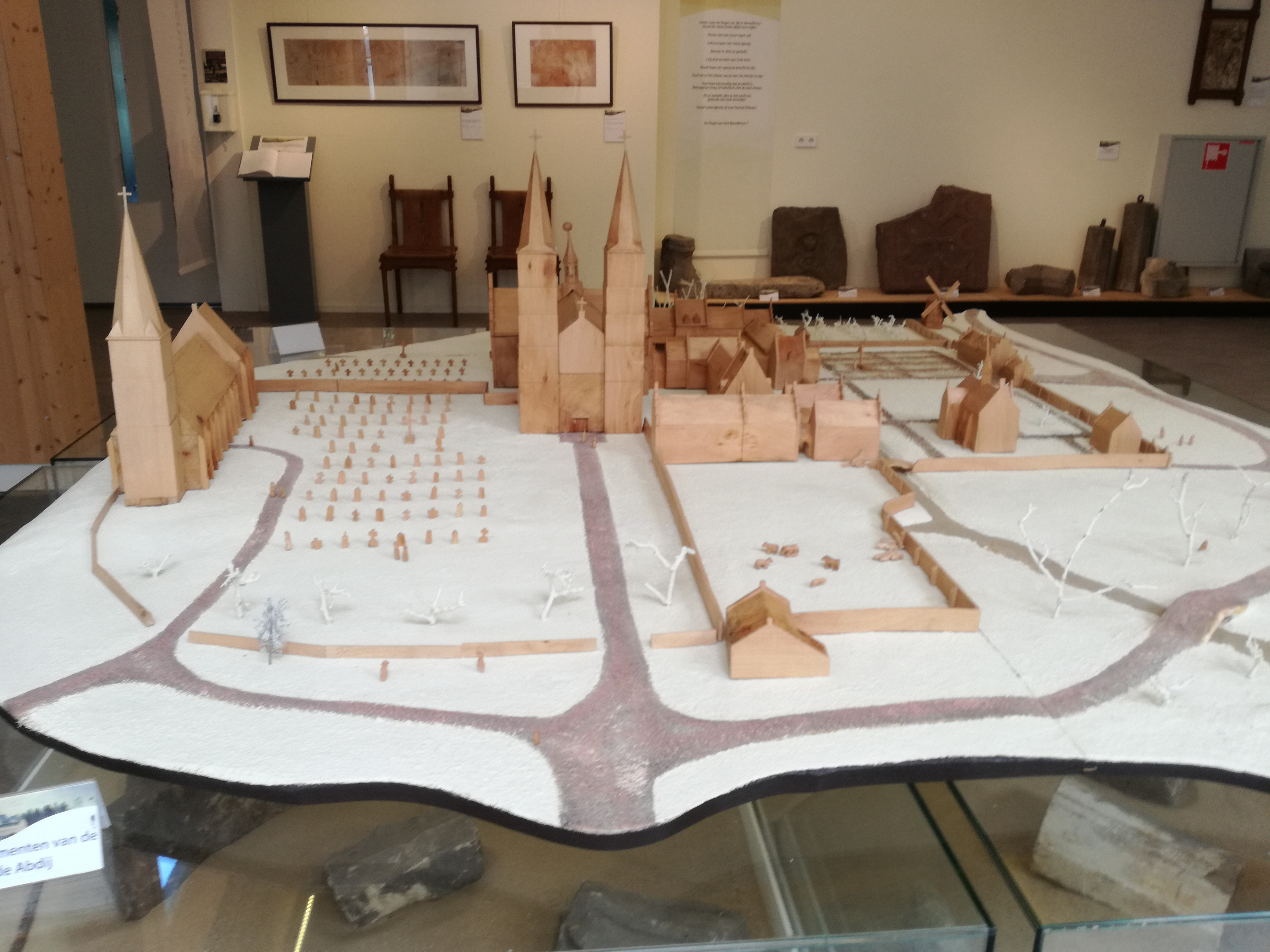